# Ruoms
Ruoms település Franciaországban, Ardèche megyében. Lakosainak száma 2286 fő (2022. január 1.). Ruoms Chauzon, Labeaume, Lagorce, Pradons, Saint-Alban-Auriolles, Sampzon és Vallon-Pont-d’Arc községekkel határos.

## Népesség
A település népessége az elmúlt években az alábbi módon változott:
| Lakosok száma | 1620 | 1794 | 1858 | 2189 | 2254 | 2258 | 2253 | 2276 | 2281 | 2286 |
|               | 1968 | 1982 | 1990 | 2006 | 2013 | 2015 | 2017 | 2019 | 2020 | 2022 |